# Xiānxiá
Xiānxiá (仙侠S, xiānxiáP) è un genere fantasy cinese influenzato da mitologia cinese, taoismo, arti marziali cinesi, medicina tradizionale cinese, religione popolare cinese e altri elementi tradizionali.

## Storia
Il genere xiānxiá si è diffuso principalmente durante la Repubblica di Cina, ma è solo con il romanzo Leggenda degli spadaccini delle montagne di Shu (1932) che il genere è diventato popolare in epoca moderna. Nel ventunesimo secolo, il genere ha assunto nuova vita con l'avvento della pubblicazione on-line, con siti come Qidian.com, Zongheng.com, e 17k.com che forniscono agli autori una piattaforma per raggiungere un vasto pubblico con contenuti serializzati. Il genere è stato reso popolare fuori dalla Cina principalmente dalle traduzioni dei fan nei primi anni duemila. Romanzi come Stellar Transformations, Coiling Dragon, Martial God Asura e I Shall Seal the Heavens hanno portato ad un boom di traduzioni per i fan. Più tardi, traduzioni ufficiali su licenza cominciarono ad essere pubblicate da siti web come Wuxiaworld.com e Webnovel.com. Questo genere è molto presente in programmi televisivi cinesi, film, mànhuà e giochi.

## Caratteristiche
Di solito i protagonisti sono “cultori” (修者S, xiūzhěP; 修士S, xiūshìP o 修仙者S, xiūxiānzhěP) che cercano di diventare esseri immortali chiamati xiān. Durante il percorso, i cultori ottengono l’immortalità, poteri sovrannaturali e una forza incredibile. La coltivazione di fantasia praticata nei romanzi xiānxiá si basa in gran misura sul qìgōng.
Le storie di questo genere comprendono solitamente elementi quali divinità, esseri immortali, yāoguài, fantasmi, mostri, tesori magici, oggetti che donano l’immortalità, pillole medicinali e simili. Normalmente sono ambientate in “mondi di coltivazione” in cui i cultori vengono coinvolti in battaglie feroci e spesso mortali per ottenere i propri obiettivi e diventare più forti. Spesso, l'ambientazione iniziale ricorda l'antica Cina, ma le storie di solito diventano di natura cosmica, con i protagonisti che raggiungono abilità divine, a volte creando i propri pianeti, galassie o universi. Nonostante gli elementi principali siano l'azione e l'avventura, esistono anche storie a forte contenuto romantico.

## Film e serie TV
Uno dei film xiānxiá più famosi è Zu Warriors from the Magic Mountain (Hong Kong, 1983), seguito nel 2001 da The Legend of Zu. Altri romanzi sono stati adattati e hanno riportato un grande successo, quali Once Upon a Time (2017) a tema romantico e Jade Dynasty (2019).
Nel complesso, le serie tv sono più numerose dei film quando si tratta di adattamenti di xiānxiá.
Alcune delle serie tv cinesi recenti più popolari sono di genere xiānxiá, come Ashes of Love, Eternal Love, The Journey of Flower e The Untamed. Tutte e quattro queste serie sono state adattate da famosi romanzi pubblicati da Jinjiang Literature City. Altri titoli famosi sono Swords of Legends, Noble Aspirations, Love of Thousand Years, Love and Redemption. L'esistenza di un fandom ha portato all'adattamento sempre più frequenti di serie tv e film xiānxiá.

## Etimologia
La parola xiānxiá è formata da caratteri "xiān" (仙S) e "xiá" (侠S). Il significato letterale di xiān è immortale, questo non è da intendere in senso letterale ma indica piuttosto un essere trascendentale della mitologia cinese. Xiá è comunemente tradotto con eroe, ma indica una persona coraggiosa, cavalleresca e giusta.

## Confusione tra generi
Durante l'iniziale esplosione di popolarità dei romanzi fantasy cinesi presso il pubblico di lingua inglese, uno dei siti web di traduzione più popolari era WuxiaWorld. A causa dell'uso di "wǔxiá" nel nome del sito, molti lettori hanno iniziato a usare quel termine per descrivere tutti i generi di romanzi fantasy cinesi. In realtà, anche se lo xiānxiá condivide molte caratteristiche con il wǔxiá, sono generi separati. Più tardi, quando i lettori hanno capito la differenza tra wǔxiá e xiānxiá, hanno cominciato a usare xiānxiá per riferirsi a tutti i tipi di romanzi di coltivazione cinesi, quando in realtà esistono altri generi diversi dallo xiānxiá, come xuánhuàn, qíhuàn, ecc.